# Tema da Ultragaz
Tema da Ultragaz é um famoso jingle criado em 1989 por Hélio Ziskind para tornar a chegada dos caminhões com botijões da Ultragaz reconhecível e melódica.
Hélio gravou a música com violinos, flauta e um sintetizador, que emulou o timbre metálico do botijão.

## Case de sucesso
A música em estilo modal e minimalista se tornou um case na publicidade brasileira ao substituir a buzinada nada sutil que era comumente usada pelos caminhões nas ruas, sendo descrito pela revista Veja como "um dos casos mais bem-sucedidos de casamento entre música e marketing no Brasil" Segundo a Ultragaz, o efeito da suave melodia fez com que logo no primeiro mês as vendas dobrassem tanto em Heliópolis quanto no Morumbi.
O jingle tornou-se tão famoso, que outras empresas de gás chegaram a usar a mesma canção em seus caminhões. Foi só então que a marca passou a fazer parte do jingle, na voz de Vania Bastos.

## Remix
Em 2013, o jingle ganhou uma versão de funk carioca (que ficou conhecida como "Funk do Gás"), com um grito de um entregador de gás ("ó o gás!"), sem autoria conhecida, que acabou tornando-se viral na internet.
Em 2014, o DJ holandês Hardwell tocou esta versão no festival Tomorrowland daquele ano. E em 2017, o "Funk do gás" passou a ser citado como possível hit do Carnaval daquele ano.
A Ultragaz, então, aproveitou-se que sua música estava em voga novamente, e fez um vídeo em que seus funcionários aparecem dançado esta versão. O vídeo teve forte repercussão nas redes sociais, atingindo milhões de visualizações e de compartilhamentos.

## Disputa pelos direitos autorais
À época da criação do hit, Ziskind não fez o registro da canção junto ao ECAD, já que o formato de jingle não gera arrecadação pelo órgão. A entidade só cobra pelo uso e repassa aos autores por formatos considerados artísticos, não comerciais. Por conta disso, Ziskind contou que não ganhou muito dinheiro com a trilha. “Na época eu era muito jovem, ganhei o que foi cobrado. Mas não seria um valor que eu cobraria hoje”, disse ele, em 2017.
Como a versão funk viralizou, em fevereiro de 2017 Ziskind cadastrou na base do ECAD a música "Funk do gás" e outros títulos semelhantes, como sendo o único autor.
No entender de Daniel Campello Queiroz, advogado especialista em direito autoral, no entanto, o cadastro de Hélio como único compositor da faixa com nome "Funk do gás" não é o mais correto, mas como o funk foi feito e lançado sem autorização prévia do autor do jingle, a situação fica mais complicada. Para Ziskind, "essa questão é muito sofisticada para os dias de hoje. Em termos técnicos, a gravação original é propriedade da Ultragaz. Ninguém poderia usar esse fonograma, mas na internet as coisas se passam de uma outra maneira".
O registro do funk poderia também credenciar o dono para arrecadação de direitos por streaming no Youtube e outros sites. Mas a faixa não está no sistema de registro do site do Google, chamado ContentID.